# Jure Kolak
Jure Kolak (Veljaci, BiH, 11. srpnja 1936. – Zagreb, 17. prosinca 2002.) bio je hrvatski političar i ginekolog. Služio je kao gradonačelnik Vukovara u progonstvu od 1993. do 1996. godine za vrijeme Domovinskog rata.

## Životopis
Rođen je u hercegovačkoj hrvatskoj obitelji. S devet godina ostaje bez oca, koji je bio pripadnik Hrvatskih oružanih snaga i poginuo tijekom Križnog puta hrvatskog naroda. Osnovno i srednjoškolsko obrazovanje završio je u Ljubuškom i Mostaru, a Medicinski fakultet u Zagrebu. Tijekom srednjoškolskog i fakultetskog obrazovanja družio se s istaknutim hrvatskim domoljubima i političkim emigrantima.
Više je puta bio zatvaran u SFR Jugoslaviji.
Godine 1971. dobio je otkaz u vukovarskoj bolnici. Nakon toga, dugo godina radio je u vinkovačkoj bolnici kao specijalist ginekolog, kasnije i kao voditelj odjela od 1991. do 1995. godine.
Nastankom suverene Republike Hrvatske, Kolak se učlanio u Hrvatsku demokratsku zajednicu. Tijekom Domovinskog rata radio je kao liječnik u ratnoj bolnici u Vinkovcima i Starim Mikanovcima, dok je njegova supruga, dr. Nikolina Kolak, radila kao ratni liječnik u vukovarskoj bolnici.
Dana 29. prosinca 1995. odlukom Vlade Republike Hrvatske imenovan je članom Ureda privremene uprave za uspostavu hrvatske vlasti na području Istočne Slavonije, Baranje i Zapadnog Srijema. Funkciju člana Ureda i gradonačelnika Vukovara prestao je obnašati u travnju 1996., neposredno prije mirne reintegracije hrvatskog Podunavlja. Također, Kolak je bio gradonačelnik Vukovara u vrijeme ratnih zbivanja.
Jure Kolak preminuo je 17. prosinca 2002. godine u Zagrebu nakon kratke i teške bolesti. Prema vlastitim željama, pokopan je na civilnom dijelu Novog vukovarskog groblja, bez vojnih i političkih počasti.[nedostaje izvor]